# Sulpiride
Sulpiride (merknaam Dogmatil) is een klassiek antipsychoticum dat behoort tot de klasse van de benzamides.

## Medisch gebruik
Sulpiride is als geneesmiddel toegelaten voor de symptomatische behandeling van angst en ernstige vormen van opwinding en onrust. Het wordt ook gebruikt bij behandeling van een psychotische depressie en ernstige vormen van depressie die resistent zijn tegen antidepressiva. In hoge doses wordt het gebruikt bij schizofrenie en andere psychotische stoornissen. In sommige landen (waaronder Nederland) is sulpiride ook vergund voor de kortdurende behandeling van vertigo indien andere middelen falen of gecontraïndiceerd zijn.
Sulpiride is beschikbaar in de vorm van capsules en tabletten voor oraal gebruik en als oplossing voor intramusculaire injectie.

## Contra-indicaties
Sulpiride mag niet gebruikt worden:
- in aanwezigheid van prolactine-afhankelijke tumoren
- bij patiënten met gekend of vermoed feochromocytoom
- in combinatie met levodopa, de actieve stof in verschillende anti-Parkinsonmiddelen